# Municipio de Eden (condado de Fayette)
El municipio de Eden (en inglés: Eden Township) es un municipio ubicado en el condado de Fayette en el estado estadounidense de Iowa. En el año 2010 tenía una población de 623 habitantes y una densidad poblacional de 6,59 personas por km².

## Geografía
El municipio de Eden se encuentra ubicado en las coordenadas 43°2′18″N 92°1′20″O / 43.03833, -92.02222. Según la Oficina del Censo de los Estados Unidos, el municipio tiene una superficie total de 94.52 km², de la cual 94,52 km² corresponden a tierra firme y (0 %) 0 km² es agua.

## Demografía
Según el censo de 2010, había 623 personas residiendo en el municipio de Eden. La densidad de población era de 6,59 hab./km². De los 623 habitantes, el municipio de Eden estaba compuesto por el 98,56 % blancos, el 0,16 % eran asiáticos, el 0,32 % eran de otras razas y el 0,96 % eran de una mezcla de razas. Del total de la población el 0,8 % eran hispanos o latinos de cualquier raza.